# Сражение при Текселе
Сражение при Текселе (англ. Battle of Texel) — сражение Третьей англо-голландской войны у берегов Нидерландов 11 (21) августа 1673 года между союзным англо-французским флотом под командованием принца Руперта и флотом Соединенных провинций под командованием Михаила де Рюйтера.

## Предыстория
Общее командование английскими силами осуществлял лорд-адмирал Яков, герцог Йоркский, впоследствии король Яков II, общее командование голландскими силами осуществлял генерал-адмирал Вильгельм III Оранский, племянник Якова и также в будущем король Англии, соответственно.
Битва при Текселе произошла, когда голландский флот попытался воспрепятствовать высадке англо-французского десанта на остров. Принц Руперт Пфальцский командовал союзным флотом из 92 кораблей и 30 брандеров, взяв на себя управление центральной эскадрой, Жан д’Эстре командовал авангардом, а сэр Эдвард Спрэгг — арьергардом. Голландский флот из 75 кораблей и 30 брандеров находился под командованием лейтенант-адмирал-генерала Михаила де Рюйтера, лейтенант-адмирал Адриан Банкерт отвечал за авангард, лейтенант-адмирал Корнелис Тромп — за арьергард.

## Ход битвы

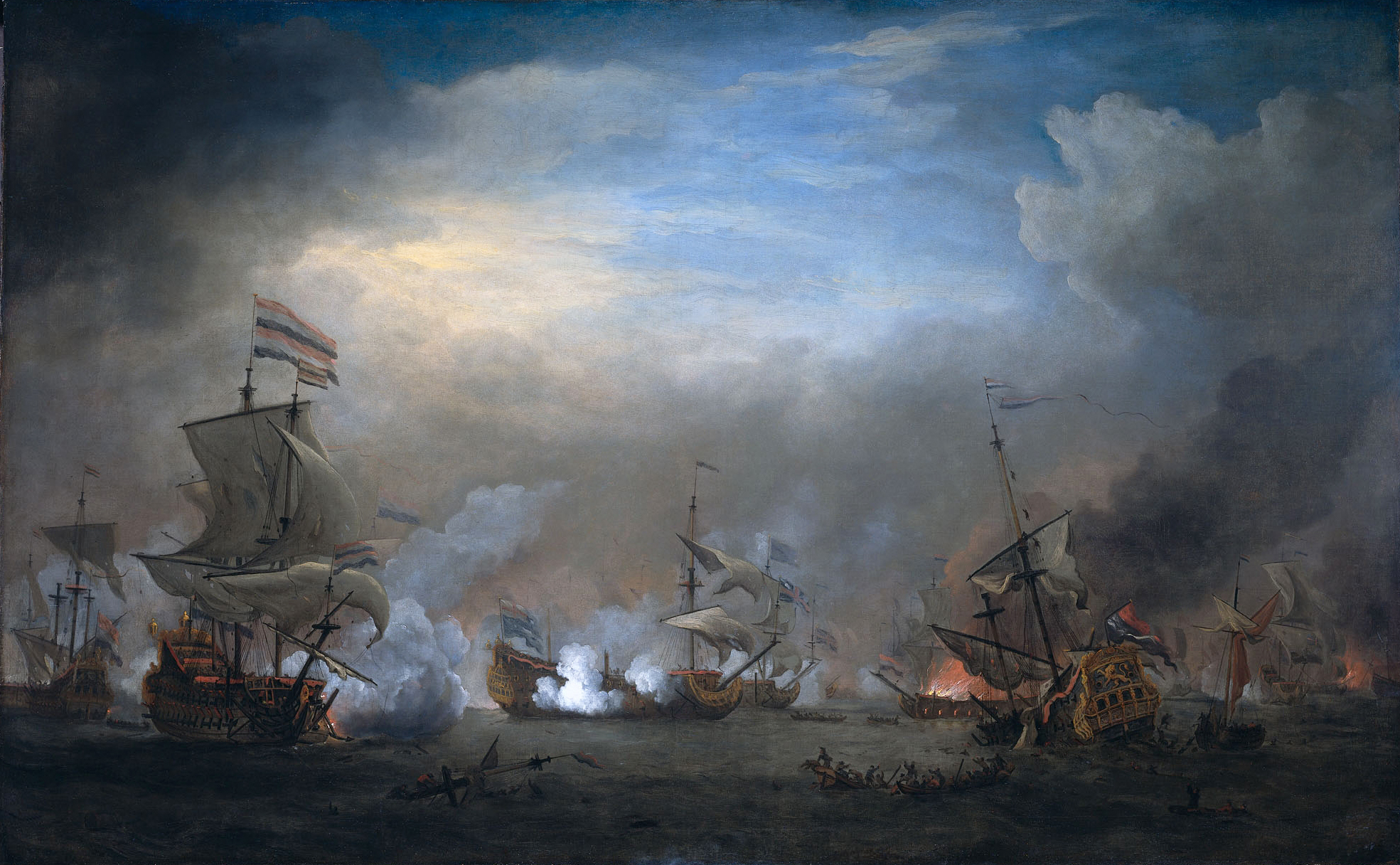
Битва при Текселе (1707), худ. В. ван де Вельде

Рюйтер изначально не собирался оставлять свои оборонительные позиции в Схооневелте, которые принесли ему успех в двух предыдущих битвах. Однако в это время из Индии подходил голландский флот с грузом специй. Половина Нидерландов на тот момент находилась под французской оккупацией в течение почти года, и голландские финансы были близки к катастрофическому состоянию. Голландцы не могли позволить себе потерять драгоценный груз, и штатгальтер Вильгельм III приказал Рюйтеру вступить в бой и отогнать англичан и французов от побережья.
Рюйтер послал свой авангард с заданием отделить авангард союзников под командованием д’Эстре от основного флота. Его манёвр удался, и французские корабли были больше не в состоянии сыграть значимую роль в оставшейся части боя, который превратился в изнурительную схватку между голландским флотом с английскими центром и арьергардом. В ходе многочасового ожесточенного сражения оба флота серьезно пострадали.
Спрэгг и Тромп, командуя арьергардами, неоднократно сходились в битве — Спрэгг публично поклялся перед королём Карлом II, что на этот раз он должен либо убить, либо пленить своего старого врага Тромпа. Каждый из них трижды переносил адмиральское знамя с одного корабля на другой из-за повреждений, в итоге в третий раз в лодку Спрэгга попало ядро, и он утонул.
Из-за сосредоточенности Спрэгга на дуэли с Тромпом английский центр отделился от арьергарда и столкнулся с голландским центром. Борьба продолжалась в течение нескольких часов, за это время каждая сторона то ловила ветер и атаковала, то уходила в оборону. Банкерту удалось оторваться от французов и присоединиться к голландскому центру.
В конечном счете англичане отказались от попытки высадить войска (десант всё ещё ждал отправления в Англии), и обе стороны разошлись. Ни один крупный корабль не был потоплен (хотя несколько брандеров были сожжены с каждой стороны), но многие были серьёзно повреждены и около 3000 матросов погибли: две трети из них — англичане и французы. После битвы принц Руперт жаловался, что французы не оказали помощи англичанам в битве, но историки приписывают вывод французов из боя блестящему маневру Рюйтера. При этом граф д’Эстре действительно получил строгий приказ от Людовика XIV не ставить под угрозу французский флот, в чём он сам признался после боя. Несмотря на отсутствие явного победителя, исход сражения был стратегическим успехом голландцев.

## Последствия
Флот со специями на борту благополучно прибыл в Нидерланды, что дало голландцам столь необходимую финансовую передышку. В течение нескольких месяцев после этого Нидерланды формировали союз с Испанией и Священной Римской империей. Угроза, исходившая от немецких и испанских вторжений с юга и востока, заставила французов вывести войска с территории республики. Третья англо-голландская война была завершена подписанием Вестминстерского договора между англичанами и голландцами в 1674 году. Четырнадцать лет спустя Славная революция возвела штатгальтера Вильгельма III на престол Англии и положила конец англо-голландским конфликтам XVII века. Только в 1781 году голландские и британские флоты снова сразились друг с другом.